# Академія Нансена
Академія Нансена (норв. Nansenskolen) — норвезька гуманітарна академія. Вища народна школа була створена у 1938 році в Ліллегаммері, Норвегія як протест проти тоталітарних режимів. Нинішній директор — Unn Irene Aasdalen (з 2013 року).

## Історія
Академія була названа на честь Фрітьйофа Нансена — полярника, вченого, автора і гуманіста, чия робота втілювала найважливіші елементи гуманізму: любов до ближнього та свободу думки.
Академія була заснована 1938 р. Крістіаном Вільгельмом Кореном Шельдерпупом молодшим, Андерсом Платоу Вільєром та Генрієтою Бі Лоренценом.
Заснований як гуманістичний і антитоталітарний інститут, він був закритий під час окупації Норвегії нацистською Німеччиною після першого року свого існування (навчальний рік розпочався 1939 році). Академія відновила своє існування у 1946 році.

## Навчання
Академія Нансена пропонує однорічне навчання, засноване на традиціях скандинавської народної вищої школи. Міждисциплінарна програма базується переважно на соціально-гуманітарних науках.
Головна мета академії полягає у сприянні самостійному мисленню і творчості як основи для активної участі в суспільному житті. Всі студенти відвідують заняття з філософії, політики міжнародної безпеки та історії культури (мистецтво, література, музика), а також занять з обраної ними програми.
Мовою навчання є норвезька, тому володіння нею на високому рівні є однією з головних умов вступу до цього вищого навчального закладу.
Студентам пропонується декілька програм навчання:
- Філософія-література-політика — у межах якої заохочуються незалежне, критичне мислення та активну участь у суспільному житті. Програма включає в себе широкий спектр предметів, таких як економіка, екологія, політична теорія, література тощо. Кількість студентів: 45.
- Творче написання текстів пропонує студентам навчитися нестандартному написанню текстів. Різні професори будуть навчати різним моделям написання. Метод викладання — написання текстів, семінари та робота з керівником. Робота в групах відіграє важливу роль у процесі написання. Кількість студентів: 15.
- Креативне мистецтво пропонує тренінги з творчого мистецтва та різних художніх прийомів. Важливою метою є вивчення місця мистецтва в суспільстві. Професори є професійними художниками. Методи навчання: семінари, робота з керівником та групові обговорення, а також самостійна робота з різними викладачами (митцями як керівниками). Кількість студентів: 15.

Кожен семестр студенти пишуть завдання з обраної теми (політики, історії, культури, філософії тощо).

### Предмети
Програма Філософія-література-політика:
- Філософія історії

Це загальний предмет, який вивчають всі студенти. У історії філософії розглядаються історія європейської філософії з найдавніших часів до сьогодні. Викладач — Хельге Салемонсен, який має ступінь магістра в галузі філософії та є одним з постійних викладачів академії Нансена.
- Міжнародна політика безпеки

Це загальний предмет, який вивчають всі студенти. У межах цього предмету розглядається поточна ситуацію в галузі міжнародної безпеки та досліджуються різні зони конфліктів і заходи з підтримки миру. Серед викладачів є представники Центру миру та діалогу Нансена, який має експертів в Україні, Західних Балканах, Афганістані, Сомалі та Іраку, а також спеціально запрошені дослідники. Керівник дослідження — директор Ірен Аасдален, який останнім часом зосередив особливу увагу на Північно-Східній Азії, включаючи Корею, Китай та Японію.
- Історія мистецтв — дослідження громад

Це спільний предмет, який вивчають всі студенти. Метою вивчення є дослідження різних епох історії мистецтва та встановлення взаємозвязків мистецтва та історії, аналіз сприйняття часу та розвитку суспільств. Ректор університету Ірен Аасдален є провідним лектором цього предмету, однак до цього часу беруть участь інші викладачі.
- Політичне мислення

Курс дає уявлення про політичну теорію та мислення. Розглядаються ключові політичні мислителі з найдавніших часів до сьогоднішнього дня через призму їх ідеології (лібералізм, капіталізм, марксизм/комунізм, соціалізм, консерватизм, тоталітаризм, фашизм та анархізм) та їх політичну активність. Особливий акцент робиться на сучасній демократії та її розумінню. Також обговорюються ті політичні виклики, з якими стикаються країни світу сьогодні. Летор курсу — філософ та прокур Йоакім Гаммерлін, який опублікував книги «Терористична індустрія» та «Терор і демократія».

## Діяльність
Академією Нансена було ініційовано Норвезький фестиваль літератури та перший національний діалог між релігіями в Норвегії. У співпраці з Норвезьким Олімпійським, Паралімпійським комітетами та Конфедерацією спорту організовуються щорічні Олімпійські академії.
Академія Нансен також створила центр Центр миру та діалогу Нансена, що працює над діалогом у військових зонах та у справах миру.
Академія отримала премію ім. Фрітта у 1987 році та нагороду ЮНЕСКО у 1998 році.

## Розташування
Академія Нансена розташована недалеко від центру міста Ліллегаммер з населенням у 25 000 чоловік, яке знаходиться за 2,5 години поїздки від Осло. Місто має багато культурних об'єктів, серед яких такі відомі музеї як Відкритий музей Майхагена та Художній музей Ліллегамера, а також там проводиться Норвезький літературний фестиваль.
Околиці включають ліси, річки, озера та гори. Є хороші можливості для проведення різноманітних заходів у сфері спорту та дозвілля, а в 1994 році в місті пройшли зимові Олімпійські ігри.